# 兼重淳
兼重 淳（かねしげ あつし、1967年4月29日 - ）は、日本の映画監督。

## 人物
群馬県前橋市出身。群馬県立前橋東高等学校を経て、日本映画学校（現・日本映画大学）1期卒業。テレビドラマ、ミュージッククリップ、ゲーム、パチンコ台内映像などの演出も手がける。1990年代には、平成ゴジラシリーズなど東宝特撮映画の監督助手を務めた。2007年に『ちーちゃんは悠久の向こう』で監督デビュー。

## 主な作品

### 映画
監督
- 『ちーちゃんは悠久の向こう』（2007年）
- 『男たちの詩（スパゲッティｰナポリタン）』（2008年）
- 『腐女子彼女。』（2009年）
- 『キセキ -あの日のソビト-』（2017年）[2]
- 『泣くな赤鬼』（2019年）　脚本兼任
- 『461個のおべんとう』（2020年11月6日公開）脚本兼任
- 『水上のフライト』（2020年年11月13日公開）脚本兼任[3]

助監督
- 『激走アートトラッカー伝説』（1991年）
- 『波の数だけ抱きしめて』（1991年）
- 『7人のおたく』（1992年）
- 『国会へ行こう』（1993年）
- ゴジラシリーズ
  - 『ゴジラvsメカゴジラ』（1993年）
  - 『ゴジラvsスペースゴジラ』（1994年）
  - 『ゴジラvsデストロイア』（1995年）
  - 『ゴジラ×メカゴジラ』（2002年）
- 『ヤマトタケル』（1994年）
- 『トラブルシューター』（1995年）
- 平成モスラシリーズ
  - 『モスラ』（1996年）
  - 『モスラ2 海底の大決戦』（1997年）
- 『緑の街』（1997年）
- 『地雷を踏んだらサヨウナラ』（1999年）
- 『LOVE/JUICE』（2000年）
- 『ボクの、おじさん THE CROSSING』（2000年）
- 『五条冷戦記』（2000年）
- 『party7』（2000年）
- 『Hush!』（2001年）
- 『冷静と情熱のあいだ』（2001年）
- 『Mr.ルーキー』（2002年）
- 『Short Films』（2003年）
- 『赤い月』（2004年）
- 『SURVIVE style5＋』（2004年）
- 『MAIL』（2004年）
- 『風音』（2004年）
- 『世界の中心で、愛をさけぶ』（2004年）
- 『戦国自衛隊1549』（2005年）
- 『タッチ』（2005年）
- 『チェケラッチョ!!』（2006年）
- 『ラフ ROUGH』（2006年）
- 『眉山』（2006年）
- 『スマイル〜聖夜の奇跡〜』（2007年）
- 『男たちの詩』（スパゲッティナポリタン）（2008年）
- 『ぐるりのこと。』（2008年）
- 『デトロイト・メタル・シティ』（2008年）
- 『歩いても歩いても』（2008年）
- 『ゼロの焦点』（2009年）
- 『レオニー LEONIE』（2010年）
- 『宇宙で1番ワガママな星』（2010年）
- 『ダーリンは外国人』（2010年）
- 『大奥』（2010年）
- 『奇跡』（2011年）
- 『アンダルシア 女神の報復』（2011年）
- 『GIRL』（2012年）
- 『そして父になる』（2013年）
- 『夢と狂気の王国』（2013年）
- 『銀の匙 Silver Spoon』（2014年）
- 『ホットロード』（2014年）
- 『シャンティ デイズ 365日、幸せな呼吸』（2014年）
- 『海街diary』（2015年）
- 『海よりもまだ深く』（2016年）
- 『島々清しゃ』（2017年）

### MUSIC CLIP
- 『毛ぼうし』/ムーンライダース（助監督・1997年）
- 『FREE』/テイ・トウワ（助監督・1997年）
- 『くり返すは口ぐせと罪悪感』/岩瀬敬吾（助監督・2002年）
- 『ハニー』/まきちゃんぐ（監督・2008年）
- 『うれしくって抱き合うよ』/YUKI（助監督・2010年）
- 『桜の木になろう』/AKB48（助監督・2010年）
- 『LOVE SONG』/FUNKY MONKEY BABYS（助監督・2011年）
- 『ひこうき雲』/松任谷由実（助監督・2013年）